# 조증수
조증수(趙增壽, ? ~ ?)는 전한 말기의 관료로, 자는 치공(穉公)이다.

## 생애
홍가 원년(기원전 20년) 여강태수에서 좌풍익으로 승진하였고, 이듬해에 정위가 되었다.
성제는 진탕과 해만년의 제안으로 창릉(昌陵) 조성을 명하여 백성들을 이주시켰는데, 결국 능읍을 완성하지 못하고 실패하였다. 조증수는 일을 주도한 진탕을 탄핵하였고, 결국 진탕은 해만년과 함께 돈황으로 유배되었다.
영시 3년(기원전 14년), 상산도위로 좌천되었다.

## 출전
- 반고, 《한서》
  - 권19하 백관공경표 下
  - 권70 부상정감진단전(傅常鄭甘陳段傳)

| 전임 설선 | 전한의 좌풍익 기원전 20년 ~ 기원전 19년 | 후임 만검 |

| 전임 범연수 | 전한의 정위 기원전 19년 ~ 기원전 14년 | 후임 진경 |